# 高流镇
高流镇，是中华人民共和国江苏省徐州市新沂市下辖的一个乡镇级行政单位。

## 行政区划
高流镇下辖以下地区：
高流村、三岔村、耀南村、高一村、程徐村、岭西村、高二村、夏塘村、黑沙墩村、沟埃村、华丰村、官王村、老范村和石涧村。

## 交通
- 新长铁路：高流站